# Туарезьке повстання (1916—1917)
Повстання Каосена — збройний виступ туарегів проти французького колоніального панування, що розгорталось у передгір'ях Аїру, на території Північного Нігеру в 1916—1917.

## Виступ 1916 року
Аг Мохаммед Вау Теггуіда Каосен (1880—1919) був лідером туарегів під час їх повстання проти французів. Належав до войовничого антифранцузького клану сенуссі (Senussi, sanusiya) релігійного ордену суфіїв, був вождем (Amenokal) одної з туарезьких конфедерацій. Вчиняв незначні атаки на французів принаймні з 1909 року. Коли керівництво клану в одній з оаз Феццану (поблизу міста Куфра, територія сучасної Лівії) оголосило джихад проти французьких колонізаторів у жовтні 1914 року, Каосен згуртував його сили. Тагама, султан Агадесу переконав французьке військо, що туарезькі конфедерації залишаються вірними їм, і з його допомогою Каосен зненацька взяв у облогу розміщений у місті гарнізон. Це сталося 17 грудня 1916 року та поклало початок збройному конфлікту, що тривав до 1920 року. Туарезькі воїни, яких було близько 1000, на чолі з Каосеном та його братом Мохтаром Когодо, маючи на озброєнні гвинтівки та гармати, захоплені в італійців в Лівії, розбили кілька французьких колон, що пішли на допомогу гарнізонові. Захопили та утримували протягом трьох місяців усі великі міста Аїру, територій, що лежать на півночі нинішнього Нігеру.

## Придушення повстання
Нарешті 3 березня 1917 значні сили французів із Зіндеру звільнили агадеський гарнізон і почали одне за одним відвойовувати контрольовані повстанцями міста. Від значних репресій, застосованих до цих, міст особливо постраждали марабути, попри те, що багато з них не були ані туарегами, ані прихильниками повстання. Лише в містах Агадес та Ігнал публічно стратили 130 осіб. Утім, і з боку туарегів у ході повстання були засвідчені воєнні злочини.
Повстання остаточно згасло лише 1920 року, коли, втікаючи на північ, Каосен у 1919-му був схоплений місцевою владою Марзуку (сучасна Лівія), а його брата Когодо вбили французи, коли він підбурював до виступу племена тубу та фульбе в султанаті Дамагарам (Damagaram або Le Dantagaram).

## Контексти
Повстання Каосена було одним із епізодів історії конфліктів між Туарезькими конфедераціями і Францією. Йому передував виступ Фірхуна у Менаці 1911 року, очільник якого знову з'явився на північному сході Малі в 1916 році одразу після втечі з французького полону. Багато груп туарегів постійно воювали з французами (та італійцями під час їх спроби вторгнення 1911 року в Лівію). Інших спонукали до бунту сильні посухи 1911—1914 років. Також французьке оподаткування, конфіскація верблюдів на військові потреби, скасування французами работоргівлі порушувало традиції та звичаї кочівників-туарегів.
Збройний конфлікт відбувався у роки Першої світової війни, після невдалої спроби вторгнення воїнів сенуссі в Єгипет, що відбулося завдяки підтримці турецьких і німецьких радників і зброї. Однак через скромні масштаби та віддаленість повстання від основних театрів бойових дій Великої війни, особливого впливу на її перебіг бунтівні туареги не справили.
Пам'ять про повстання і насильство, що його супроводжувало, досі актуальні для народу туарегів, як частина великої антиколоніальної боротьби, а для декого з них і як частина постколоніальних змагань за незалежність від чинного уряду Нігеру і його сусідів (їх землі розділені кордонами п'яти держав).
Також виступ Каосена можна розглядати в рамках конфлікту туарегів з народами сонгаїв та хауса в південній і центральній Сахарі, що сягає корінням принаймні захоплення Агадесу в Сонгайською імперією в 1500 н. е., пов'язувати з іще давнішою історією переселення берберів-туарегів на південь, до Аїру в XI—XIII століттях. Конфлікти продовжуються і з моменту здобуття незалежності країнами регіону, зокрема, значним було повстання 1963—1964 років в Адрар-Іфорас на території Малі, в 1990-х на територіях Малі та Нігеру, низка повстань середини 2000-х років та конфлікт, що спалахнув у 2012 році на хвилі арабської весни.